# 梅谷忠洋

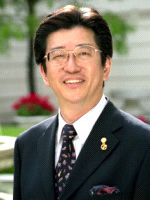
梅谷 忠洋

梅谷 忠洋（うめたに ただひろ、1952年1月16日 - ）は、作曲家、音楽家（フルーティスト）、潜在能力研究家、M&Uスクール学長である。

## 略歴
吹奏楽の名門といわれた兵庫県の西宮市立今津中学校にて得津武史に師事。大谷大学入学と同時に、19歳で指揮者宇宿允人に師事し、ヴィエール室内合奏団（現・関西フィルハーモニー管弦楽団）、フィルハーモニアTOKYOの首席フルート奏者を歴任。数多くのコンチェルトを演奏。1979年、『おもいで酒』（歌：小林幸子）を作曲。クラシック出身の演歌作曲家として歌謡界の注目を浴び、第21回日本レコード大賞、有線放送大賞など多くの金賞を受賞。NHKをはじめ各放送局のDJ、司会、音楽講師を務める一方、作曲や編曲、コンサート、ディナーショーを各地で行っている。

## 潜在意識研究家
交響詩『生命（いのち）』の作曲を機に、「人の心に通じる音」を求めて音楽と潜在意識の研究を深め、1987年、潜在意識開発をテーマとする「M&Uスクール」を開校し、学長に就任。芸術をよく知る感性をもとに日本生命、NECグループ、京セラ、富士ゼロックス、トヨタ自動車、ダイハツ工業、森永乳業、ジーエス・ユアサ コーポレーション、積水ハウスなどの企業研修を手がけ、経営者のパーソナルアドバイザーとしても活動している。また、各地の小学校、中学校、高等学校、保護司会、校長会をはじめ、自衛隊幹部候補生学校などの教育分野でも講演活動を展開している。1996年より、リーダー育成の為の帝王学講座と銘うった「マエストロの会」の常任講師も務める。

## 主な著書
- 2002年12月　日本人らしく凛と生きる「武士道」の智恵
- 2003年07月　「孫子」に学ぶ仕事完遂力
- 2006年08月　幸せに気づく“3daysレッスン”
- 2008年05月　「孫子」に学ぶ成功黄金律
- 2011年03月　真の成功者になるための「武士道」の読み方

## テレビ出演
- YOU（大阪制作分、1982年4月 - 1983年3月、NHK教育）- 司会[1]

## ラジオ出演
- BKジョッキー 金曜日「梅谷忠洋のサウンドボックス」 （NHK大阪FM）[2]
- 梅忠の音楽不思議館（1985年、ラジオ関西）[3]